# Groundskeeper Willie
Groundskeeper Willie (alias G. K. Willington, Esq.) is een personage uit de animatieserie The Simpsons. Zijn stem wordt gedaan door Dan Castellaneta. Hij is de conciërge (de term "groundskeeper" betekent gewoon conciërge) en hoofd terreinknecht op de lagere school van Springfield.
Willie is een Schotse immigrant en zeer trots op zijn thuisland. Hij is gemakkelijk te herkennen aan zijn rode haar en baard en zijn sterke Schotse accent. Vaak draagt hij een Schotse kilt.
Willie is een stereotiepe Schot, en The Times meldt eind 2005 dat hij de meest herkenbare Schot ter wereld is. Volgens Matt Groening wilde hij een conciërge die gevuld was met woede, als een soort eerbetoon aan alle boze conciërges ter wereld.

## Eerste optreden

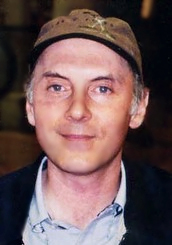
Dan Castellaneta, die de stem van Willie verzorgt

Willie verscheen voor het eerst in seizoen 2 in de aflevering Principal Charming. Hij werd oorspronkelijk gewoon bedacht als een boze conciërge, en Dan Castellaneta werd ingehuurd om zijn stem te doen. Volgens het commentaar op de dvd van die aflevering probeerde Castellaneta eerst een Spaans accent, maar de schrijvers vonden dat te cliché. Hij probeerde toen een Zwitsers accent, wat ook werd afgewezen. Met het Schotse accent waren de producers wel tevreden, en daarmee werd Willie’s oorsprong vastgelegd.
Oorspronkelijk zou Willie een eenmalig personage zijn, maar hij is uitgegroeid tot een geregeld terugkerend personage in de serie.

## Willie's oorsprong
In veel opzichten is Willie een ontevreden, maar ongevaarlijk personage. Hij komt uit Schotland, maar van waar precies is niet bekend (hij noemt o.a. Glasgow, Loch Ness en "North Kilt-town" als plaatsen, ook bestaat de theorie dat hij uit Aberdeen komt). Hij maakt geregeld vergelijkingen tussen zijn oude leven en zijn huidige leven.
Willie heeft wel een duistere kant, die voor het eerst werd onthuld toen Homer Simpson een privédetective inhuurde om meer te weten te komen over Lisa. De detective vond dat Willie zeer sterk leek op "de Aberdeen wurger", waarop Willie nerveus slikte en wegsloop. Ook reed hij een keer over een kind met een grasmaaier, wat uitkwam toen hij met een grasmaaier een rode bal raakte en zei "Oh no! I've shredded a child! Again!"
Willie beweert doof te zijn vanwege een ongeluk met een boiler. Hij leest daarom lippen om te achterhalen wat mensen zeggen, maar dit is niet altijd even succesvol. Hij draagt ook lenzen en heeft een kwaal aan zijn wijsvingers, die volgens hem komt van "Space Invaders" in 1977. Hij reageerde echter verbaasd toen hij hoorde dat Space Invaders (ook) een videospel is.
Willie verbleef eerst illegaal in de Verenigde Staten en werd het land uitgezet. Desondanks keerde hij in latere afleveringen toch weer terug.

## Levensdoelen
Willie's gelimiteerde ambities in het leven werden weergegeven in een aflevering. Hierin zag met Willie slapen in zijn oude en lege krotwoning met een lege fles Schotse Whiskey naast zich. Daarna werd onthuld dat dit een droomscenario was van de "echte" Willie.
In de aflevering My Fair Laddy maakte Lisa van Willie een echte heer, en bezorgde hem een nieuwe baan als maitre d' in een exclusief restaurant. Willie was echter niet blij met deze nieuwe baan. Dit suggereert dat hij zijn werk als conciërge toch niet zo erg vindt als hij vaak wil laten denken.

## Willie's rol
Zijn jaren van hard werken hebben Willie zeer sterk en gespierd gemaakt. Zo was hij in staat Bart te redden van een wolf door het dier tegen de grond te werken.
Op de school is Willie maar al te vaak het slachtoffer van Bart. In de aflevering Girly Edition vernielde hij zelfs Willies schuurtje en brak zijn been. Lisa moest tussenbeide komen om te voorkomen dat Willie wraak zou nemen op Bart.
Het grootste deel van de tijd krijgt Willie maar weinig respect van iedereen. Schoolhoofd Skinner maakt zelfs in Willies bijzijn bekend dat conciërge werk het laagste werk is dat men kan doen op een school. Tijdens een schoolfeest waarbij het thema "de middeleeuwen" was, moest Willie de dorpsgek spelen en zich door iedereen belachelijk laten maken.
Volgens Gary Chalmers is Willie een ontsnapte patiënt uit een inrichting. Volgens Willie werkt hij al 20 jaar op de school, wat inhoudt dat hij vermoedelijk werd ingehuurd kort na Skinner.
Willie draagt van tijd tot tijd een kilt, maar zoals een echte Schot draagt hij er niets onder. Hier maakte Bart een keer misbruik van door een paar ballonnen aan de kilt te bevestigen.

## Familie
In de aflevering Monty Can't Buy Me Love werd Willie herenigd met zijn ouders aan de oevers van Loch Ness in Schotland , waar Mr. Burns een expeditie had opgezet om het monster van Loch Ness te vangen. In deze aflevering bleken Willies ouders een kroeg te hebben. In de aflevering I Love Lisa beweerde Willie echter dat zijn vader was opgehangen omdat hij een varken had gestolen.
Willie komt blijkbaar uit een familie van niksnutten. In de aflevering My Fair Laddy maakte hij bekend dat zijn grootvader als werk mijnen moest inspecteren op hun veiligheid, nog voordat men met een kanarie de mijn controleerde op gas.
Willie heeft een oudere neef genaamd Gravedigger Billy.

## Trivia
- Hoewel hij een personage is, werd Willie achtste op The Glasgow Herald's lijst van "meest Schotse persoon ter wereld" uit 2003.
- Willie kreeg volgens eigen zeggen een keer de rol van Chewbacca in Star Wars aangeboden.
- Willie is linkshandig.